# إيهكيرشن
بَلْدَة إِيهكِيرشِنٌَ (بالأَلمانِيَّة: Gemeinde Ehekirchen) هي بَلدَة أَلمانِيَّة في مِنطَقَة نُويِبُورَغ - شرُوبِنٌهَاوزِنٌّ التَّابِعة لِمُحافظة باڤارِيا العُليَا في وِلاَية باڤارِيا في جُمهُوريَّة أَلمَانيَا الاِتّحاديّة بمِساحة تُقَدَّر بحَوالَي 63 كم².

## وَصلات خارجيّة
- الصّفحة الرّسميّة لِبَلدَة إِيهكِيرشِنٌَ (باللُّغَة الأَلمانِيَّة).

## مَراجع
1. ↑  "Alle politisch selbständigen Gemeinden mit ausgewählten Merkmalen am 31.12.2018 (4. Quartal)" (بالألمانية). Statistisches Bundesamt. Archived from the original on 2019-03-10. Retrieved 2019-03-10.
2. ↑  Alle politisch selbständigen Gemeinden mit ausgewählten Merkmalen am 31.12.2023 (بالألمانية), Statistisches Bundesamt, 28. Oktober 2024, QID:Q131220759, Archived from the original on 17 November 2024 {{استشهاد}}: تحقق من التاريخ في: |publication-date= (help)
3. ↑  GeoNames (بالإنجليزية), 2005, QID:Q830106